# Legión Internacional de Defensa Territorial de Ucrania
La Legión Internacional de Defensa Territorial de Ucrania (en ucraniano: Міжнародний легіон територіальної оборони України, romanizado: Mizhnarodnyy lehion terytorial'noyi oborony Ukrayiny), también llamada como Legión extranjera ucraniana, es una unidad militar de las Fuerzas de Defensa Territorial de Ucrania compuesta por voluntarios extranjeros. Fue creado el 27 de febrero de 2022 por el Gobierno ucraniano a petición del Presidente Volodímir Zelenski para luchar contra la invasión rusa del país. Si bien no hay datos oficiales ni sobre sus miembros ni sobre sus bajas, se cree que los países que más combatientes han aportado son Colombia y Georgia.

## Historia

### Formación de la unidad
Bajo el liderazgo del presidente Volodímir Zelenski, la unidad fue creada a raíz de la invasión rusa de Ucrania de 2022. Su formación fue anunciada por el ministro de Relaciones Exteriores de Ucrania, Dmytro Kuleba, el 27 de febrero de 2022, alrededor de 11:00 hora local. Aquellos que quieran unirse a la unidad pueden hacerlo poniéndose en contacto con el Agregado de Defensa de la Embajada de Ucrania en su país respectivo. El esfuerzo por levantar una Legión Internacional de Defensa Territorial de Ucrania se asemeja a los esfuerzos de Kiev durante y desde las hostilidades de 2014 en Donbás y la guerra ruso-ucraniana para reclutar batallones de voluntarios extranjeros. Para el 6 de marzo, según Kuleba, 20 000 ciudadanos extranjeros de 52 países se habían presentado voluntarios para luchar del lado ucraniano.
Los voluntarios extranjeros habían llegado a Ucrania mucho antes, desde 2014, para unirse a la lucha contra los separatistas prorrusos como miembros de los batallones de voluntarios ucranianos que se habían creado después del inicio de la guerra en el Donbás. La mayoría de los combatientes extranjeros llegaron durante el verano de 2014, y el 6 de octubre de 2014 el parlamento ucraniano votó para permitir que los extranjeros se unieran al ejército ucraniano.

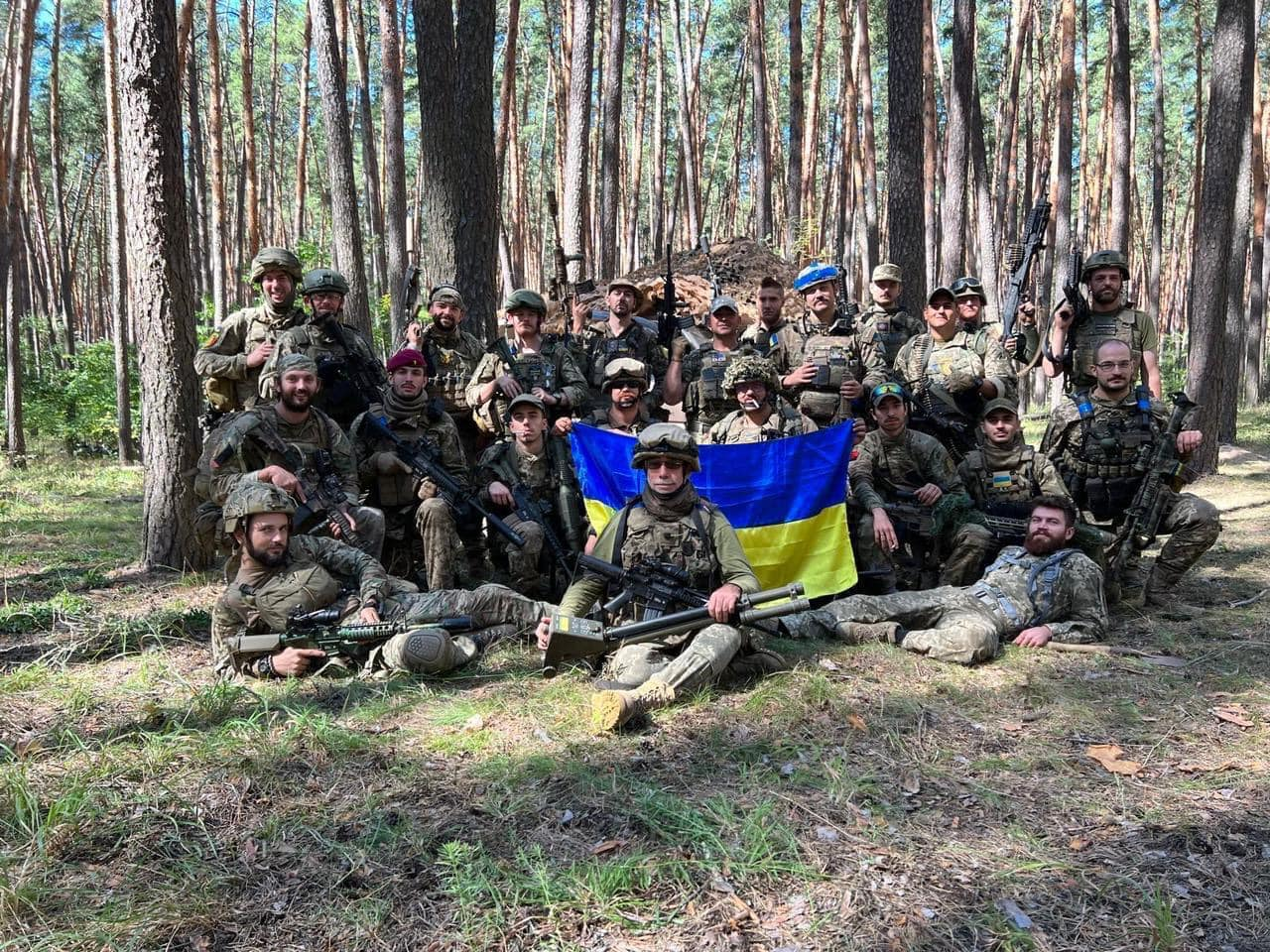
Miembros de la Legión Internacional de Defensa Territorial de Ucrania

Si bien estas unidades se han integrado oficialmente a las Fuerzas Armadas de Ucrania, algunas unidades como la Legión Georgiana aún ejercen cierta autonomía. Antes de la formación de la Legión Internacional, la Legión de Georgia se utilizaba para entrenar a voluntarios extranjeros de habla inglesa. Kacper Rękawek, investigador sobre combatientes extranjeros en Ucrania, cree que la mayoría de los combatientes occidentales antes de la invasión rusa de Ucrania de 2022 pasaron por la Legión de Georgia.
Otros batallones de voluntarios extranjeros en el ejército ucraniano incluían el Batallón Dzhokhar Dudayev y el Batallón Sheikh Mansur, ambos formados por chechenos antirrusos y anti-Ramzán Kadírov, y el Grupo Táctico "Bielorrusia" (formado por milicianos Bielorrusosanti-Lukashenko ).

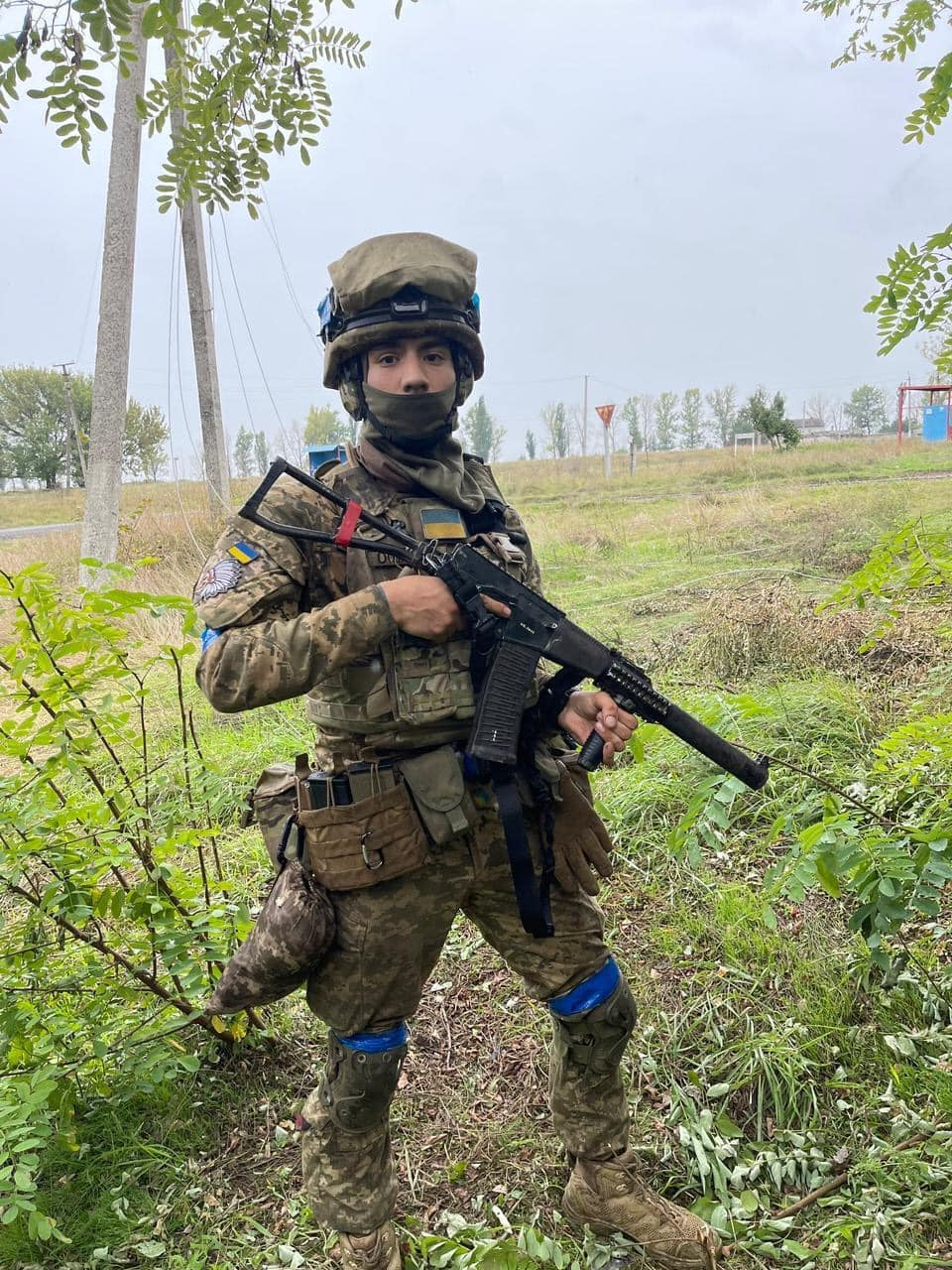
Soldado de la Legión Internacional de Fuerzas de Defensa Territorial de Ucrania mostrando un AS Val ruso capturado

Aunque Rękawek dijo que algunos combatientes extranjeros que viajaron a Ucrania en 2014 tenían creencias políticas extremistas y apoyaban al Batallón Azov o a las fuerzas separatistas rusas en el Donbás, los combatientes extranjeros que viajaron a Ucrania a principios de 2022 «no parecen estar motivados, como grupo, por un cierto conjunto de tropos ideológicos». También dijo que la movilización de combatientes extranjeros en 2022 es mucho mayor que la movilización en 2014.
Según Rękawek, la formación de la Legión Internacional fue "un intento de internacionalizar el conflicto mediante la movilización de individuos occidentales en favor de la causa ucraniana. Este desarrollo también ayudaría a avergonzar a los gobiernos occidentales, quienes a los ojos de muchos ucranianos no están haciendo lo suficiente para apoyar a Kiev".

### Movilizaciones subsecuentes
En abril de 2023, el ministro de Defensa, Oleksii Réznikov, invitó a los pilotos extranjeros de F-16 a unirse a la legión internacional y volar misiones de combate para Ucrania, así como a aquellos que saben cómo mantener la artillería y los tanques de fabricación occidental.

## Ejemplos históricos
Muchos comentaristas han comparado la Legión Internacional con las Brigadas Internacionales de la guerra civil española, que comprendían voluntarios extranjeros que apoyaban a la Segunda República Española contra la facción nacionalista liderada por el general Francisco Franco que buscaba derrocar a la República.
Otros comentaristas han criticado esta comparación. Sebastiaan Faber, del Oberlin College, argumentó que representar a la Legión como parte de una guerra entre el fascismo y el antifascismo corre el riesgo de caer en el relato del Kremlin, que pretende presentar la operación militar especial como un esfuerzo por "desnazificar" a su vecino occidental. Los críticos también han destacado las diferencias en la composición de las dos unidades internacionales; los voluntarios que iban a España generalmente carecían de experiencia militar, mientras que los que van a Ucrania suelen tener experiencia militar previa. Además, las Brigadas fueron organizadas por la Internacional Comunista, y por lo tanto estaban compuestas en su mayoría por comunistas con antecedentes en el movimiento obrero, mientras que la Legión Ucraniana está compuesta por voluntarios de un espectro más amplio de ideologías.
Elizabeth Grasmeder, de la Universidad Duke, ha comparado la legión extranjera de Ucrania con los esfuerzos de Finlandia por reclutar legionarios y otros voluntarios extranjeros durante la Guerra de Invierno (1939-1940). Grasmeder sostiene que es probable que los estados recluten voluntarios extranjeros cuando libran guerras de "supervivencia nacional" contra otro estado que intenta anexionarse su territorio. El conflicto de Ucrania con Rusia es un conflicto interestatal de "supervivencia nacional" contra la anexión, como lo fue el de Finlandia con la Unión Soviética.
Al establecer la fuerza, Ucrania se unió a más de otras noventa naciones que han reclutado legionarios y formado legiones extranjeras durante los dos siglos anteriores.
Una organización moderna que lleva el mismo nombre y tiene una estructura similar son las Interbrigadas, una milicia prorrusa que opera en Dombás desde 2014.

## Reclutamiento y selección
Los primeros esfuerzos de reclutamiento dieron prioridad a los ex soldados, especialmente a aquellos con experiencia en combate. 
Sin embargo, independientemente de su experiencia, la mayoría de los voluntarios que llegaron a Leópolis y solicitaron su ingreso en los primeros días de la guerra fueron aceptados.
El primer viceministro del Interior de Ucrania, Yevhen Yenin, anunció en marzo de 2022 que los voluntarios de la Legión Internacional serían elegibles para la ciudadanía ucraniana, si así lo deseaban. El período de prueba necesario es la duración de la guerra.

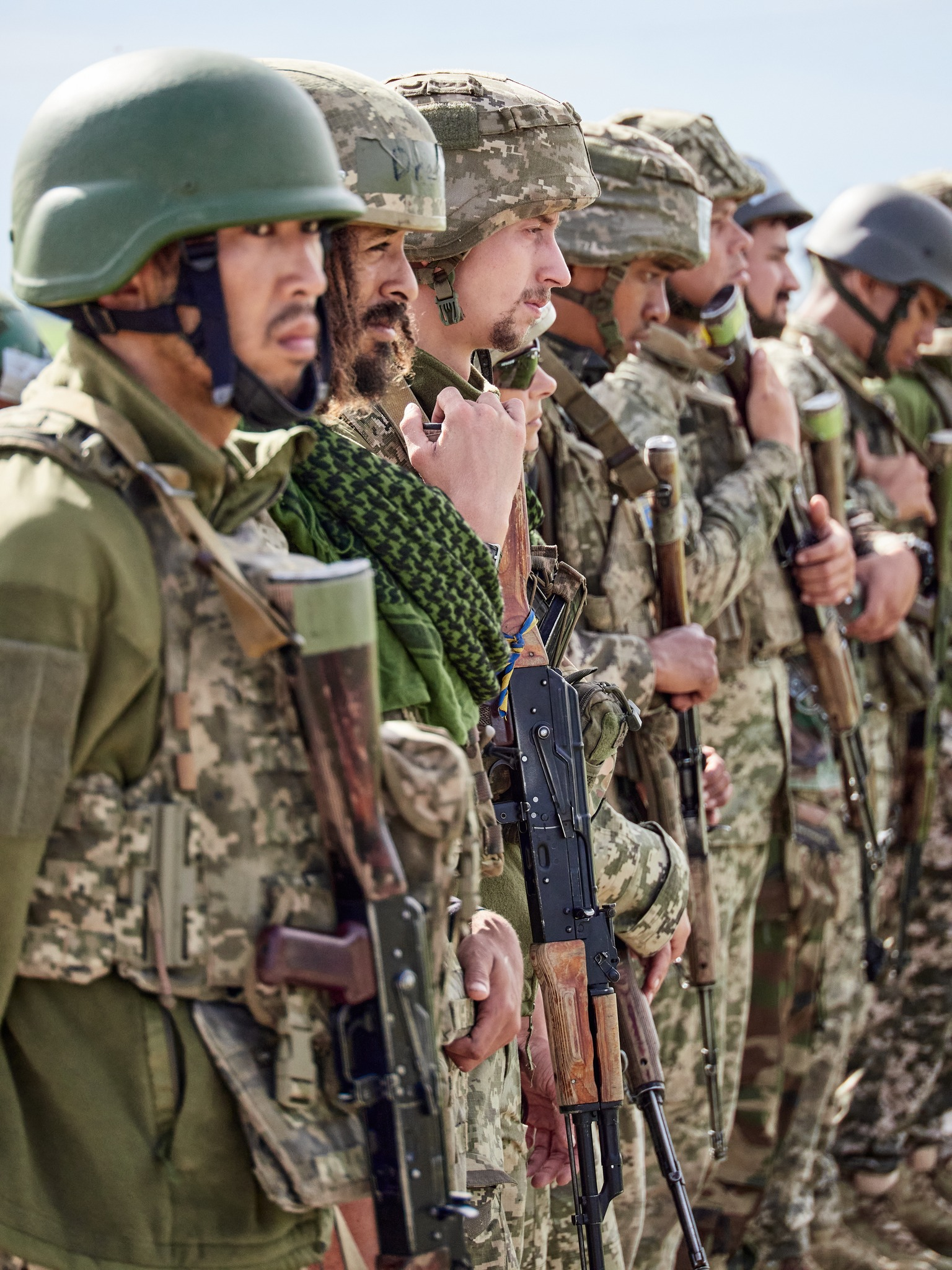
Milicianos de la Legión Internacional de Ucrania, bajo entrenamiento. Julio 2024

A partir de febrero de 2024, la duración estándar del contrato era de tres años, sin embargo los soldados podían rescindir sus contratos en cualquier momento. A partir de mayo de 2024, Ucrania comenzó a prohibir a los soldados rescindir sus contratos antes de completar seis meses de servicio. El salario mensual es igual al de los soldados rasos en las unidades regulares ucranianas, y varía desde aproximadamente 600 dólares al mes para las tropas de retaguardia hasta 3300 dólares al mes durante un despliegue de combate.
Los criterios de selección se han ampliado desde 2022 y ahora la Legión Internacional acepta a aquellos sin experiencia en organizaciones militares, siempre que demuestren voluntad de servir. Se sigue dando prioridad a los veteranos de guerra, exmilitares y otras personas con experiencia en campos relevantes como bomberos, asistencia médica y aplicación de la ley. Además, los solicitantes deben hablar con fluidez inglés, español o ucraniano. Los solicitantes no deben tener antecedentes penales. Los candidatos reciben una evaluación de salud física antes de ser admitidos, que incluye una evaluación de la aptitud física.
Casi todos los soldados de la Legión Internacional reciben algún tipo de entrenamiento antes de unirse a su unidad en el ejército ucraniano. Para aquellos que recientemente dejaron el servicio militar y, por lo tanto, se espera que tengan una base sólida de habilidades y ejercicios de combate, solo se requieren de 1 a 2 semanas de entrenamiento para familiarizarlos con las comunicaciones y la estructura de mando ucranianas. Para aquellos con menos experiencia, se les somete a una forma acelerada de entrenamiento básico de combate que a menudo dura hasta seis semanas.

## Controversias
El ministro de Asuntos Exteriores de Ucrania, Dmitró Kuleba, dijo que hasta el 6 de marzo de 2022 se habían alistado más de 20.000 voluntarios de 52 países para luchar por Ucrania; se informó de que varios miles más se habían unido después del anuncio. Kuleba no dio más detalles demográficos, citando que varias naciones prohíben a sus ciudadanos luchar por gobiernos extranjeros. Sin embargo, una investigación del New York Times de marzo de 2023 descubrió que la organización podría tener solo 1,500 miembros, incluidos muchos que han cometido fraude y han robado objetos de valor.
Marco Bocchese, profesor adjunto de relaciones internacionales en la Universidad Privada Webster de Viena, calificó la afirmación de los 20,000 voluntarios como "pura propaganda".

### Liderazgo y criminalidad
Según el periódico The Kyiv Independent, que ha recibido información de fuentes internas de la Legión, la cúpula del ala de inteligencia de la Legión Internacional (GUR) estaría implicada en diversas violaciones, incluidos abusos, robos y envío de soldados no preparados a misiones imprudentes. El periódico también afirma que uno de los comandantes de la unidad es un supuesto exmiembro de una organización criminal de Polonia, buscado en su país por fraude; los combatientes de la Legión lo acusan de abuso de poder al ordenar a los soldados que saquearan tiendas, amenazar a los soldados con un arma y acosar sexualmente a las médicas de la legión.
Según el periódico Kyiv Independent, los miembros de la Legión informaron repetidamente de ello al Ministerio del Interior, al Ministerio de Defensa, a la Verjovna Rada y a la Oficina del Presidente de Ucrania, pero no recibieron una respuesta adecuada.

### Criminales notables que se unieron a la Legión
Antes del proyecto de ley que permitía la movilización voluntaria de convictos en las Fuerzas Armadas de Ucrania, la Legión Internacional era la única unidad que permitía a los criminales unirse a sus filas.
- Craig Lang, un veterano militar estadounidense y sospechoso de doble asesinato, el cual cometió con otro sujeto, supuestamente para financiar un viaje a Venezuela y derrocar el Régimen de Nicolás Maduro. Posteriormente fue extraditado a Estados Unidos.[46][47]
- Steven Keith Munroe, un estadounidense que se unió a la legión después de que se le negara la entrada al ejército de los Estados Unidos debido a sus antecedentes penales. Más tarde murió en acción durante la contraofensiva de Járkov de 2022.[48][49]
- Tristan Nettles, un veterano de la Infantería de Marina de los EE. UU. de 34 años que utilizó a su novia para transportar drogas sin saberlo en Tailandia.[50]
- Harusan, un japonés de 50 años y exmiembro de la Yakuza que ha estado entrando y saliendo de la cárcel y ha estado involucrado en numerosos delitos. Harusan fue sentenciado a nueve años de prisión por violar la ley de control de sustancias explosivas de Japón después de haber detonado una bomba casera en la entrada de una organización que promovía las relaciones amistosas entre China y Japón. Se le añadió un año más a su sentencia después de que golpeara a un compañero de prisión.[51]

### Extremismo
Se han reportado varios casos de extremistas, fugitivos y criminales de otros países que se unieron al ejército ucraniano. Un caso notable es el de Craig Lang, un veterano militar estadounidense y sospechoso de doble asesinato que sirvió en milicias de extrema derecha y en la legión. En 2022, apareció una imagen de dos voluntarios croatas sosteniendo la bandera del Estado Independiente de Croacia. En febrero de 2023, voluntarios japoneses publicaron una imagen de 4 voluntarios posando con la bandera del sol naciente del Imperio japonés. En los tiempos modernos, la bandera del sol naciente se ha convertido en un símbolo del imperialismo japonés y ha sido utilizada por la extrema derecha japonesa. Sin embargo, el estatus de la bandera del sol naciente como indicador de extremismo es discutible, en particular porque todavía la utilizan algunas ramas del ejército japonés, como la Fuerza de Autodefensa Marítima de Japón, que utiliza una insignia naval que se parece a la bandera del sol naciente de la Segunda Guerra Mundial.

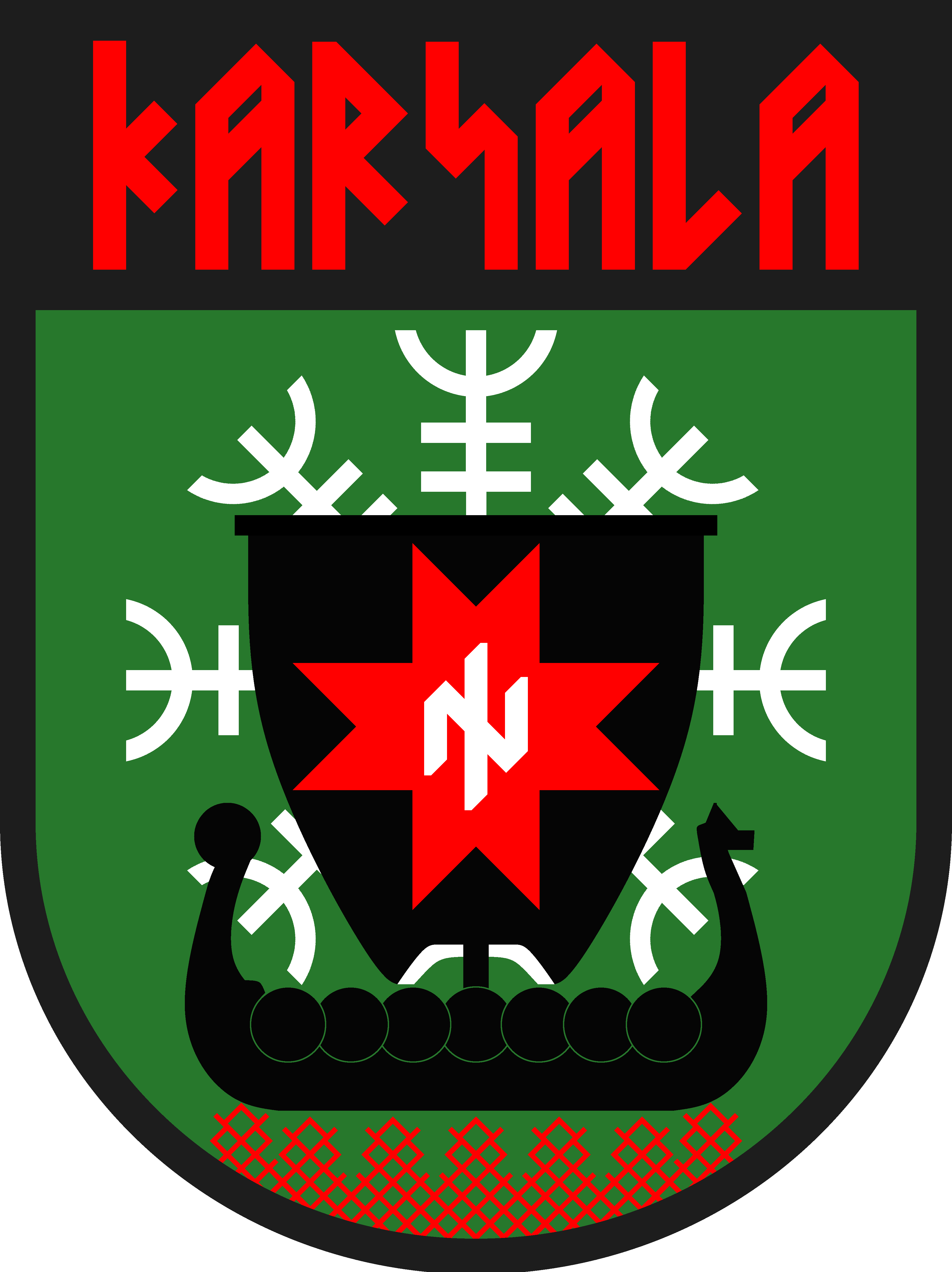
Primera insignia del Batallón Nacional de Carelia

La insignia de doble cruz del Cuerpo de Voluntarios Bielorrusos era conocida por ser similar a la insignia de la 30.ª División de Granaderos Waffen de las SS. En diciembre de 2023, el Ministerio del Interior de Bielorrusia designó a la unidad como grupo extremista. La primera insignia del Batallón Nacional de Carelia, que la unidad adoptó el 19 de enero de 2023, fue un barco vikingo con un Wolfsangel en la vela del barco. Más tarde se cambió a un brazo que sostiene una espada con la palabra «Karelia» encima en careliano. El Cuerpo de Voluntarios Alemanes que se formó en febrero de 2023 fue señalado por el Junge Welt por tener conexiones y perspectivas ideológicas similares al partido neonazi Tercera Vía.
El Cuerpo de Voluntarios Rusos (RVC) fue fundado en agosto de 2022. El fundador y líder del grupo es Denís Nikitin, quien ha sido señalado como un conocido militante neonazi.El gobierno ucraniano afirma que el RVC no forma parte de las fuerzas armadas ucranianas. Sin embargo, la unidad está adscrita a la Unidad Militar A3449, que es un conjunto de unidades de la Legión Internacional que están subordinadas a la Dirección General de Inteligencia (HUR).

### Reclutamiento y deserción
Se han reportado tensiones entre varios países y el gobierno ucraniano debido al reclutamiento de voluntarios extranjeros por parte de Ucrania, debido a la violación de las leyes locales y varios casos de personal militar que desertaron de sus unidades para viajar a Ucrania. Los ciudadanos de países con leyes locales que prohíben el servicio en ejércitos extranjeros pueden enfrentar cargos criminales al regresar a su país de origen. Los países con personal militar que ha desertado y viajado a Ucrania incluyen: Bélgica, Gran Bretaña, Francia (incluidos los legionarios de Ucrania), y Corea del Sur. La Legión Extranjera Francesa ha liberado a legionarios ucranianos individuales de su contrato con el comienzo de la invasión rusa de 2022.
La legión ha sufrido deserciones. Según se informa, los contratos para voluntarios extranjeros tienen plazos indefinidos, lo que significa que los voluntarios que se van antes del final de la guerra están desertando. Se ha informado de que el gobierno ucraniano ofrece una resistencia mínima a los voluntarios extranjeros que deciden irse.
Un legionario de las Islas Feroe llamado Bjørn dijo a Euronews que, de los reclutas que acaban en el frente, el 20% se marcha después de dos a cinco misiones porque se dan cuenta de que «la guerra es el infierno».

### Deserción
En marzo de 2023 se informó que un ex voluntario de la Legión llamado John McIntyre desertó a Rusia después de ser dado de baja de la legión por mala conducta.Afirmó que quería hacer su parte en la lucha contra el nazismo.

## Fuerza y organización
El investigador de los combatientes extranjeros en Ucrania, Kacper Rękawek, destacó que el gran número de voluntarios anunciados por Ucrania son «personas que se presentaron y se pusieron en contacto con la embajada de Ucrania» y no necesariamente el número de combatientes extranjeros en Ucrania.
El 3 de marzo de 2022, Zelenskyy anunció que 16 000 voluntarios extranjeros habían intentado unirse a la Legión Internacional. El 7 de marzo de 2022, el ministro de Asuntos Exteriores de Ucrania, Dmitró Kuleba, declaró que más de 20 000 voluntarios de 52 países se habían ofrecido a luchar por Ucrania. No mencionó los países de origen de los voluntarios, afirmando que algunos de los países prohíben a sus ciudadanos luchar por otros países. Tampoco especificó cuántos de los voluntarios extranjeros han llegado a Ucrania.
Sin embargo, las investigaciones realizadas a principios de 2023 por el New York Times y VICE han situado el número de combatientes extranjeros muy por debajo, afirmando que en realidad sólo había entre 1500 y 2000 combatientes extranjeros apoyando a Kiev. Marco Bocchese, profesor adjunto de relaciones internacionales en la Universidad Privada Webster de Viena, calificó de "pura propaganda" la afirmación de los 20.000 voluntarios.
Los reclutas con experiencia militar pasada han descrito a la legión como insuficientemente dotada de oficiales, lo que ha provocado bajas innecesarias.

### Reconocimiento del gobierno de los ciudadanos que sirven en la Legión Internacional

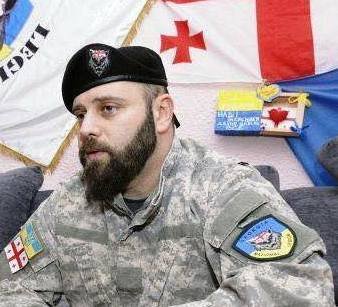
Mamuka Mamulashvili, comandante de la Legión Internacional.

A principios de marzo de 2022, un asesor del gobierno francés confirmó que una docena de ciudadanos franceses estaban en Ucrania y probablemente se habían unido a la Legión Internacional.
La primera foto distribuida por las fuerzas armadas ucranianas de la Legión Internacional incluía a miembros del Reino Unido,México, Estados Unidos, India, Suecia y Lituania.
El 9 de marzo de 2022, el National Post informó que un representante anónimo de la Legión Internacional de Defensa Territorial de Ucrania había confirmado que 550 canadienses estaban en la Brigada Ucraniana Canadiense luchando en Ucrania.
El Ministro de Defensa belga Ludivine Dedonder confirmó el 15 de marzo de 2022 que un soldado belga había dimitido para unirse a la Legión Internacional y otro soldado belga había desertado para alistarse en la Legión Internacional. El exministro de defensa de Nueva Zelanda, Ron Mark, dijo que alrededor de veinte neozelandeses están luchando por la legión.

## Estructura y unidades

### Lista de unidades
Algunos informes noticiosos han informado que Mamuka Mamulashvili, comandante de la Legión de Georgia, está al mando de la Legión Internacional, total o parcialmente, pero ninguna fuente oficial ucraniana ha confirmado a un comandante. 
| Parche | Unidad                                  | Descripción |
| ------ | --------------------------------------- | --- |
|        | 1.er Batallón de Infantería             | Formada en octubre de 2022, es un batallón integrado por voluntarios internacionales de varios países, en particular de América Latina. |
|        | 2.do Batallón Internacional             | El primer batallón de la Legión se formó el 27 de febrero de 2022. Es un batallón de infantería ligera formado por voluntarios internacionales de varias naciones. Ha participado en algunas de las batallas más críticas de la guerra.                                                                          |
|        | 3.er Batallón de Propósito Especial     | Formado el 27 de febrero de 2022. Es un batallón de fuerzas especiales formado por voluntarios internacionales. |
|        | 4.º Batallón de Entrenamiento           | Batallón de infantería ligera de reciente creación, responsable del entrenamiento de voluntarios internacionales. Las personas aceptadas en el 4.º Batallón reciben entrenamiento según los estándares de los EE. UU. y la OTAN.                                                                                 |
|        | Brigada canadiense-ucraniana            | Formada en marzo de 2022, por ucranianos-canadienses, incluidos exmilitares canadienses. |
|        | Batallón Dzhojar Dudáyev                | Uno de las varias formaciones armadas de voluntarios chechenos peleando del lado de Ucrania. El batallón es nombrado en honor al primer presidente de la República Chechena de Ichkeria, Dzhojar Dudáyev. Su actual comandante es Adam Osmayev.                                                                  |
|        | Destacamento Khamzat Gelayev            | Uno de las varias formaciones armadas de voluntarios chechenos peleando del lado de Ucrania. El batallón fue creado en honor a uno de los comandantes chechenos más respetados de la República Chechena de Ichkeria, Khamzat Gelayev. Muchos de sus miembros son veteranos de las fuerzas especiales de Gelayev. |
|        | Batallón Ruslan Gelayev                 | Uno de las varias formaciones armadas de voluntarios chechenos peleando del lado de Ucrania. El batallón fue creado en honor a uno de los líderes de Ichkeria, Ruslan Gelayev, formado por chechenos, algunos veteranos de la unidad especial de Gelayev                                                         |
|        | Batallón de Propósito Especial Separado | Una de las varias formaciones armadas de voluntarios chechenos peleando del lado de Ucrania. El batallón está subordinado al Ministerio de Defensa de la República Chechena de Ichkeria y está integrado por veteranos chechenos de las guerras de Chechenia y de la guerra civil siria.                         |
|        | Batallón Imam Shamil Daguestán          | Consiste en miembros de varios grupos étnicos en Daguestán |
|        | Regimiento Pahonia                      | Compuesto por bielorrusos. Fue disuelto el 1 de julio del 2023. |
|        | Brigada normanda                        | Reagrupando a veteranos de Canadá, Reino Unido, Estados Unidos, Dinamarca, Noruega, Alemania, Australia, Nueva Zelanda, Francia, Sudáfrica y Polonia. No es oficialmente parte de la Legión Extranjera de Ucrania.                                                                                               |
|        | Compañia Bashkir                        | Consiste en Baskires étnicos afiliados con el Comité de Resistencia Baskir. |
|        | Batallón Vovkodav                       | Consta de estadounidenses, azeríes, austriacos, británicos, griegos, irlandeses, croatas, brasileños, marroquíes, taiwaneses y japoneses. |
|        | Puente negro (Rusia)                    | Ala militar del movimiento de oposición y partisano Puente Negro. |
|        | Batallón Bolívar                        | Está integrado por voluntarios de países sudamericanos como Colombia, Venezuela, Ecuador y Argentina. También hay ucranianos, estadounidenses y australianos. |
|        | Batallón de Crimea                      | Es un batallón mayoritariamente musulmán. |
|        | Grupo rumano de batalla Getica          | Consiste en ciudadanos moldavos y rumanos. |

Otras unidades militares bien conocidas compuestas por ciudadanos extranjeros son el Batallón Checheno Sheikh Mansur y el 34.º Batallón de Asalto "Mad Pack"ru, el Cuerpo Musulmán Caucásico "Cáucaso" ru, la canadiense Compañía del Maple Negro. Sin embargo, estos no forman parte de la Legión Internacional propiamente dicha, sino que forman parte de las Fuerzas Terrestres de Ucrania. Por tanto, estos sirven como unidades afiliadas a la Legión.

##### Unidad militar A3449
Varias unidades de la Legión Internacional están subordinadas a la Dirección General de Inteligencia (HUR) como parte de la "A3449", una unidad militar sin nombre. Esta unidad está formada principalmente por los miembros más grandes, mejor entrenados y equipados de la legión.
| Parche | Unidad                            | Descripción |
| ------ | --------------------------------- | --- |
|        | A3449                             | La unidad HUR supervisa y asiste en las operaciones de las siguientes unidades.                                                                                   |
|        | Legión Libertad de Rusia          | Los voluntarios son exmilitares de las Fuerzas Armadas Rusas, así como otros voluntarios rusos y bielorrusos que viven en Ucrania.                                |
|        | Cuerpo de Voluntarios Polacos     | Formado mayoritariamente por polacos |
|        | Cuerpo de Voluntarios Rusos       | Formado en agosto de 2022 a partir de voluntarios rusos de extrema derecha que han estado luchando por Ucrania en el Regimiento Azov y otras unidades desde 2014. |
|        | Batallón Nacional de Carelia      | Formada en 2023, está formada por carelianos. El batallón es parte del El Batallón es parte del Movimiento Nacional de Carelia.                                   |
|        | Batallón Siberia                  | Consiste en voluntarios indígenas rusos, cuya meta es la independencia de sus pueblos de la Federación rusa.                                                      |
|        | Cuerpo de Voluntarios Bielorrusos | Formado en diciembre de 2022 a partir de voluntarios bielorrusos contrarios al gobierno de Aleksandr Lukashenko. Incluye el Batallón Terror                       |
|        | Cuerpo de Voluntarios Polacos     | Voluntarios polacos afiliados al RVC. |
|        | Cuerpo de Voluntarios Alemanes    | Voluntarios alemanes afiliados al RVC y al partido El III camino.                                                                                                 |
|        | Regimiento Kastuś Kalinoŭski      | La unidad de voluntarios bielorrusos formada durante la guerra de 2014 en Dombás mantiene estrechos vínculos con Svetlana Tijanóvskaya y la oposición bielorrusa. |
|        | Legión Nacional de Georgia        | Unidad conformada por voluntarios georgianos, formados durante la guerra del 2014 en el Dombás, liderado por Mamuka Mamulashvili.                                 |

## Resumen de las respuestas oficiales de los gobiernos internacionales
| Country     | Legalidad del alistamiento de ciudadanos | Postura oficial | Ref             |
| ----------- | ---------------------------------------- | --- | --------------- |
| Argelia     | Ilegal                                   | Argelia desalienta a sus ciudadanos a alistarse. | [ 96 ]          |
| Australia   | No es claro                              | Si bien es legal que un australiano luche por un gobierno extranjero, puede ser ilegal hacer preparativos para hacerlo debido a la falta de precedentes legales en la zona.                                                                                  | [ 97 ]          |
| Austria     | Ilegal                                   | Es ilegal que los ciudadanos austriacos se alistan en la Legión Internacional según la ley austriaca. | [ 98 ]          |
| Bielorrusia | Ilegal                                   | Es ilegal que los ciudadanos bielorrusos se alisten en la Legión Internacional. Sin embargo, la líder de la oposición bielorrusa, en el exilio en Polonia, Sviatlana Tsikhanouskaya ha respaldado el alistamiento de bielorrusos en la Legión Internacional. | [ 99 ]          |
| Bélgica     | Legal                                    | Bélgica desalienta a sus ciudadanos de enlistarse. Mientras tanto, es legal que los ciudadanos belgas se alistan según la ley belga. | [ 100 ] [ 101 ] |

## Respuesta internacional

### Afganistán
El 2 de mayo de 2022, hubo informes de refugiados afganos con experiencia en combate en las disueltas fuerzas especiales afganas que se ofrecieron como voluntarios para luchar con la ayuda de compañeros afganos que pueden hablar ucraniano y se han establecido en Ucrania de forma permanente.
El 10 de marzo de 2023, la mayoría de los ex soldados afganos que intentaban ofrecerse como voluntarios para ir a Ucrania fueron rechazados por temor a que Wagner pudiera usarlos para socavar la legión o que pudieran estar tratando de ingresar a Ucrania como una forma de viajar más lejos a Europa para escapar de los talibanes. También se informó que al menos 150 excomandos de Kta Khas también solicitaron unirse a la legión.

### Albania
Mamuka Mamulashvili, comandante de voluntarios extranjeros en Ucrania, dijo en una entrevista con Euronews Albania , el 3 de marzo de 2022 que allí actualmente había dos albaneses en la Legión Internacional. Mamulashvili también afirmó que estaban esperando la llegada de otros 20 a 30 voluntarios albaneses que habían solicitado unirse a la guerra en Ucrania.

### Alemania
El 2 de marzo, la Ministra del Interior Nancy Faeser y el Ministerio Federal de Justicia Marco Buschmann declararon que el Gobierno Federal no impediría a sus propios ciudadanos ir a Ucrania a luchar en la guerra. Estas personas tampoco se enfrentarían a un proceso penal. Esto se aplica a misiones potenciales tanto para ucranianos como para rusos. 
La Policía Federal Alemana especificó que no permitiría que los extremistas de derecha viajen a Ucrania.

### Argelia
A principios de marzo de 2022, el gobierno argelino pidió a Ucrania que no reclutara combatientes de su país.

### Argentina
El 13 de marzo de 2022,  la embajada de Ucrania en Buenos Aires publicó en sus redes sociales para reclutar ciudadanos argentinos que quisieran unirse a la Legión Internacional. El 22 de marzo, se informó que un número desconocido de argentinos se habían inscrito para unirse.

### Australia
El 28 de febrero de 2022, cuando se le preguntó sobre los australianos que se ofrecían como voluntarios para Ucrania, el entonces Primer Ministro de Australia Scott Morrison dijo a los periodistas: "yo aconsejaría que no viajaran a Ucrania, simplemente por la seguridad de los australianos", y "diría en este momento la legalidad de tales acciones es incierta según la ley australiana".
El 28 de diciembre de 2022, cuatro voluntarios australianos murieron en Ucrania.

### Austria
La ley austriaca estipula que a cualquier ciudadano que entre en el servicio militar de un país extranjero se le revoca la ciudadanía. En marzo de 2022, el portavoz del Ministerio del Interior, Harald Sörös, confirmó que el gobierno tiene la intención de enjuiciar a quienes infrinjan la ley. Cuando se le preguntó si la ley también se aplicaría a los austriacos que brinden solo asistencia humanitaria, Sörös respondió que era "una cuestión que debían decidir los tribunales, no el ejecutivo". El abogado constitucional y administrativo austriaco Heinz Mayer argumentó que la aplicación de la ley podría dejar a los austriacos que intenten unirse a la Legión Internacional o brindar asistencia humanitaria sin estado.
En julio de 2022, se informó que Natalia Frauscher fue la primera voluntaria austríaca muerta en acción.

### Azerbaiyán
El 11 de abril de 2022, un voluntario azerí murió en combate mientras luchaba con la legión.

### Bélgica
En la Ley belga, no es ilegal que un ciudadano belga se aliste para el servicio en un ejército extranjero. Sin embargo, Time informó el 7 de marzo de 2022 que Bélgica estaba disuadiendo a sus veteranos de unirse a la Legión Internacional. El primer contingente de siete voluntarios partió de Bélgica hacia Ucrania el 4 de marzo e incluía a dos turcos belgas y un veterano belga de la Guerra de Afganistán, así como inmigrantes de Europa del Este.

La embajada de Ucrania en Bruselas confirmó el 15 de marzo que 18 residentes belgas habían llegado a Ucrania para alistarse en la legión internacional, mientras que otros 92 habían expresado su interés en unirse. Entre los que se habían puesto en contacto con la embajada de Ucrania se decía que había ciudadanos italianos, franceses, marroquíes y luxemburgueses. Al menos dos miembros del Componente Terrestre Belga desobedecieron las órdenes de alistarse en la Legión Internacional.
Posteriormente se informó de que dos belgas habían sido enviados inmediatamente a la línea del frente, mientras que el resto se había concentrado en la base militar de Yavoriv en el momento del su bombardeo el 13 de marzo. Posteriormente, el 23 de marzo, se informó de que "más de la mitad" de los 18 habían regresado a Bélgica, ya sea para convalecer después del bombardeo de Yavoriv o como resultado de la insatisfacción con sus condiciones de servicio. Se expresaron inquietudes sobre los antecedentes personales y el perfil político de algunos de los voluntarios belgas.
De acuerdo con De Morgen, surgieron preocupaciones sobre los antecedentes personales y el perfil político de Según De Morgen, 14 belgas viajaron para luchar en Ucrania entre febrero y junio de 2022. Para esa fecha, nueve habían regresado a casa y dos aparentemente habían sido muerto en combate. Uno de los dos era un ucraniano belga de 27 años llamado Artem Dymyd, de Charleroi, que se había alistado en el ejército ucraniano en 2014 y que murió por un ataque con cohetes en Donetsk. Un exsoldado belga llamado "Boris" sufrió heridas graves también.

### Bielorrusia
El 9 de marzo de 2022, Euroradio.fm informó que los bielorrusos en Ucrania habían formado el Batallón Kastuś Kalinoŭski con 200 voluntarios, que llevan el nombre del escritor bielorruso Kastuś Kalinoŭski. Con el tiempo, el batallón creció hasta convertirse en un regimiento de más de mil voluntarios.. No forma parte de la Legión Internacional para preservar una mayor autonomía.
El 30 de marzo de 2022, se informó que se asignarían más voluntarios bielorrusos a otra unidad de voluntarios llamada Regimiento Pahonia.

### Brasil
El 5 de marzo de 2022,un periódico brasileño informó que unos 500 brasileños se estaban movilizando en grupos de WhatsApp, Telegram y redes sociales para alistarse. La Embajada de Ucrania en Brasil dijo que "no se está alistando en la Legión Extranjera Ucraniana" ni "haciendo campaña para unirse a esta formación militar". Los costos son de hasta US$ 1,5 mil por persona, incluyendo pasajes aéreos y documentación.  Se estima que más de 600,000 personas de ascendencia ucraniana en Brasil.
Al 6 de julio, tres voluntarios brasileños fueron asesinados en Ucrania. André Hack Bahi fue asesinado el 4 de junio mientras ayudaba a sus compañeros voluntarios a escapar durante los combates en la región de Luhansk. Thalita do Valle, una modelo y ex voluntaria kurda de Peshmerga, fue asesinada en Járkov el 30 de junio durante un ataque a un búnker ucraniano, también resultó en la muerte de Douglas Búrigo cuando intentó buscarla ya que ella no evacuó del búnker a tiempo. Diplomáticos brasileños confirmaron los reportes el 5 de julio.

### Bulgaria
Un ciudadano búlgaro declaró que tenía la intención de ir a Ucrania para unirse a la Legión Internacional, según el periódico Telegraph. El anuncio lo hizo en Twitter una conocida suya. Según ella, hay otros compatriotas que también tienen la intención de luchar al servicio de Ucrania.
El 25 de septiembre de 2022, el candidato a la Asamblea Nacional búlgara, Iván Kalchev, se ofreció como voluntario para participar con la legión en la contraofensiva ucraniana.

### Camboya
A principios de marzo de 2022, el primer ministro de Camboya Hun Sen Instó a sus ciudadanos a no viajar a Ucrania y luchar con los ucranianos en la legión.

### Canadá
La Ley de Alistamiento Extranjero de 1937, promulgada durante la guerra civil española, prohíbe a los canadienses unirse a una fuerza de voluntarios extranjeros contra los aliados de Canadá. En marzo de 2022, la ministra de Defensa Nacional Anita Anand señaló que «los aspectos legales de la situación son indeterminados en este momento». El gobierno había anunciado que cada canadiense debe decidir si quiere unirse y que «respeta las decisiones personales», aunque el gobierno «no está facilitando» a los canadienses que buscan unirse a la Legión Internacional.
En Canadá reside la segunda mayor comunidad de la diáspora ucraniana después de Rusia. Debido a la gran cantidad de voluntarios canadienses, se estableció un batallón canadiense separado dentro de la Legión, la Brigada Ucraniana Canadiense, para evitar las barreras del idioma y los problemas logísticos. A principios de marzo, se afirmó que se había reclutado al menos a 600 personas. Se formó una segunda formación de voluntarios canadienses y británicos bajo el nombre de Brigada Normanda. No forma parte de la Legión Internacional oficial de Ucrania. Un ex francotirador del 22.º Regimiento Real apodado «Wali» de Montreal, llamado «el francotirador más letal de Canadá» después de sus despliegues en Siria, Afganistán e Irak, también llegó a Ucrania para unirse a la lucha contra Rusia. Regresó a Canadá después de dos meses.
Algunos soldados de la Brigada Normanda están preocupados por la incompetencia del líder de la Brigada Normanda, cuyo nombre de guerra es Hrulf, para dirigir la unidad.

### Chile
Desde principios de marzo de 2022, ha habido informes de voluntarios que intentan unirse a la Legión Internacional en Ucrania. TVN una radiodifusión pública chilena realizó una entrevista a uno de los voluntarios. Posteriormente, en marzo, varios medios chilenos difundieron la historia de Luis Lagos, un exmiembro de Carabineros de Chile que se unió a la legión.

### Colombia
El 4 de marzo del 2022, el periódico colombiano El Espectador informó que al menos 50 exmilitares colombianos se unirán a la Legión Internacional en Ucrania. El Espectador logró contactar a uno de los exmilitares colombianos, identificado como Camilo Sánchez, quien dijo en la entrevista que él y el grupo de exmilitares habían contactado a un oficial militar ucraniano para alistarse.
El 23 de julio de 2022, la primera víctima colombiana fue el ex policía colombiano llamado Christian Camilo Márquez que murió peleando en Izium. El 24 de julio de 2023, un exsoldado llamado Édisson Giraldo murió en acción.

### Corea del Sur
El 7 de marzo de 2022, la embajada de Ucrania en Seúl informó que había recibido unas 100 solicitudes de voluntarios de Corea del Sur. Varias fuentes de noticias afirman que un conocido equipo de SEAL de la Armada de Corea del Sur ya está combatiendo en Ucrania, que incluye a la celebridad de YouTube y televisión Ken Rhee.  La embajada de Ucrania se negó a verificar el número de soldados voluntarios surcoreanos que partieron hacia Ucrania, alegando "razones de seguridad".
El Cuerpo de Marines de la República de Corea informó el 22 de marzo de 2022 que un infante de marina de la 1.ª División de Marines desertó de su unidad y viajó a Ucrania para luchar con la Legión. Los guardias del Servicio Estatal de Guardia Fronteriza de Ucrania le prohibieron entrar después de que Seúl difundiera información sobre su desaparición antes de cruzar la frontera entre Polonia y Ucrania. El 28 de marzo, se informó que el desertor evadió ser arrestado y se dirigía a unirse a la legión.
Damien Magrou informó a los medios de comunicación de Corea del Sur el 28 de marzo que los voluntarios surcoreanos ya están desplegados y luchando contra las tropas rusas.
El 30 de marzo, Ken Rhee mencionó que está involucrado en la creación de unidades de fuerzas especiales basadas en voluntarios en cooperación con el ejército ucraniano. En mayo de 2022, Rhee ha sido desplegado en varias operaciones de fuerzas especiales, trabajando con otros voluntarios con experiencia en fuerzas especiales con los Spetsnaz ucranianos. El 20 de mayo, se informó que Rhee resultó herido en el campo, pero se espera que se recupere cuando regrese a Corea del Sur.
Rhee mencionó que está dispuesto a que la policía lo investigue por su presencia en Ucrania y cortésmente rechazó la nacionalidad ucraniana. La Agencia de Policía Metropolitana de Seúl está en proceso de agregar su nombre a una lista de personas a las que no se les permite volar.
El 18 de junio de 2022, el gobierno de Corea del Sur está verificando las afirmaciones de que cuatro ciudadanos surcoreanos murieron en acción mientras luchaban con la legión. El informe también mencionó que 13 surcoreanos están trabajando en la legión.
El 23 de febrero de 2023, se entrevistó a voluntarios surcoreanos anónimos, incluido un voluntario llamado Kim que solía ser un comando del Comando de Guerra Especial del Ejército de la República de Corea y trabajó por última vez bajo el NIS durante nueve años antes de irse a Ucrania.
Se informó que el 8 de julio de 2023, Kim Jae-kyung regresó de Ucrania, donde sirvió en el 3.º Batallón de la Legión Internacional como médico de combate y artillero de drones. Ha estado haciendo campaña en Seúl para que toda la munición almacenada por el ejército de Corea del Sur se envíe a Ucrania para ayudar en su contraofensiva.

### Costa Rica
El 10 de septiembre de 2023, el ex oficial de la Fuerza Pública Roy Eduardo Rojas Espinoza murió en acción. El oficial había sido miembro del Ministerio de Seguridad Pública de la municipalidad de Goicoechea de 2007 a 2018.

### Croacia
La legislación croata castiga la organización de la salida o el viaje a la guerra en otro país si ello viola el orden constitucional de ese país, socava la integridad territorial del país y si la persona es un mercenario.
Antes de la formación de la Legión Internacional, Balkan Insight informó que entre 20 y 30 croatas se unieron al Batallón Azov ucraniano para luchar en la Guerra en el Donbás en 2014-2015.

#### Post-formación
El 27 de febrero de 2022, el Primer Ministro croata Andrej Plenković comentó la noticia de la posible partida de voluntarios croatas a Ucrania tras el anuncio de la formación de la Legión Internacional, diciendo que "Cada partida a Ucrania es un acto de individuos y asumen la responsabilidad personal".
El 28 de febrero, Dnevnik.hr y Balkan Insight informaron de que ya había combatientes croatas en Ucrania y que había más personas que querían unirse a ellos. Algunos voluntarios citaron la rapidez de Ucrania para reconocer la independencia de Croacia en 1991 como una "casus belli" para unirse a Ucrania.
El enviado militar croata en Moscú, Željko Akrap, fue convocado por el Ministerio de Defensa ruso el 2 y el 3 de marzo de 2022 por las acusaciones de que 200 voluntarios croatas se habían unido al ejército ucraniano. Durante la segunda llamada, la parte rusa intentó entregarle una nota de protesta a Akrap, pero él se negó a aceptarla.

### Cuba
La Embajada de Ucrania en La Habana intentó reclutar para la Legión Internacional en marzo de 2022.
A pesar de este intentó, la mayoría de peleadores cubanos en Ucrania, luchan para el bando ruso, siendo reclutados con la promesa de ciudadanía rusa o un salario alto. A pesar de esta situación, el Ministerio de Relaciones Exteriores rechazó enérgicamente el reclutamiento de combatientes para cualquiera de los bandos implicados.

### Dinamarca
La primera ministra Mette Frederiksen dijo el 27 de febrero de 2022 que el voluntariado era "una elección que cualquiera podía tomar".
El 10 de marzo, el embajador de Ucrania en Dinamarca informó que más de 100 daneses se habían ofrecido como voluntarios. El 7 de abril, un soldado voluntario danés anónimo afirmó haber matado a 100 soldados rusos durante varias operaciones. El 26 de abril, un joven de 25 años fue el primer danés confirmado muerto en combate. El 7 de abril, un soldado voluntario danés anónimo afirmó haber matado a 100 soldados rusos durante varias operaciones.
El 26 de abril, un joven de 25 años fue el primer danés confirmado muerto en combate.

### Ecuador
El Cónsul Honorario de Ucrania en Ecuador anunció el 8 de marzo de 2022 que aproximadamente 850 ecuatorianos se habían comunicado con el consulado y la Embajada de Ucrania en Lima para intentar ser voluntarios de la Legión Internacional. Finalmente el cónsul ucraniano en Ecuador mencionó que “El Estado ecuatoriano, la Cancillería o cualquier departamento del Estado no tienen ninguna participación en este asunto. Menos con apoyo económico ni de ninguna clase. Es un voluntariado y no corresponde a ninguna institución del Estado ni sugerirlo, estimularlo o hacer propaganda”.

### Eslovaquia
Algunos ciudadanos eslovacos han manifestado su deseo de unirse a la Legión Internacional, según el ministro de Defensa Jaroslav Naď. Sin embargo, es ilegal que los ciudadanos eslovacos se unan a un ejército extranjero sin un permiso del gobierno eslovaco.

### España
El 7 de marzo de 2022, la revista Time reportó que ciudadanos españoles se habían alistado en el consulado de Ucrania en Barcelona.

### Estados Unidos
El Departamento de Estado de los Estados Unidos emitió una advertencia de viaje en la que se aconseja formalmente a todos los estadounidenses que no viajen a Ucrania. El título 18 del Código de los Estados Unidos, la forma moderna y vinculante de la Ley de Neutralidad de 1794, prohíbe a los ciudadanos estadounidenses tomar las armas contra cualquier país en paz con los Estados Unidos. No está claro si el Congreso de los Estados Unidos aprobará una legislación para eliminar esta restricción con respecto al conflicto en Ucrania. Sin embargo, varios estadounidenses han hablado públicamente y en los medios de comunicación sobre su servicio en Ucrania, sin que se hayan presentado cargos legales en su contra.
El 3 de marzo de 2022, la Embajada de Ucrania en Washington D. C. anunció que 3.000 ciudadanos estadounidenses se habían inscrito como voluntarios. El 10 de marzo de 2022, la embajada había anunciado que 6,000 ciudadanos estadounidenses habían intentado inscribirse en la Legión Internacional. Sin embargo, hasta el 10 de marzo, solo 100 habían sido aprobados para unirse.
La primera fotografía difundida por Ucrania de la Legión Internacional mostraba, al parecer, voluntarios estadounidenses.

### Estonia
Los grupos parlamentarios del Riigikogu de Estonia están debatiendo actualmente si se debe permitir a los ciudadanos estonios presentarse voluntarios para luchar por Ucrania.
La ministra de Justicia Maris Lauri (Reforma) dijo el lunes que la ley estonia no es clara en lo que respecta al servicio militar en el extranjero y si hacerlo es punible. "Según las leyes estonias, nadie puede ser castigado tan pronto como se va a servir en un país extranjero", dijo Lauri. "No tenemos una sola cláusula que establezca que una persona debe ser castigada o que, por ejemplo, se le debe conceder permiso o que debe pasar por algún tipo de procedimiento para poder presentarse como voluntario".
La ministra de Justicia señaló, sin embargo, que existen reglas según las cuales si alguien se une al ejército de otro país para luchar, debe informar al estado y obtener un permiso específico para hacerlo. Si alguien va a luchar en el lado ruso, agregó, entonces eso es un delito punible.
"Si se trata de personas que residen en Estonia con un visado o un permiso de residencia, no podrán volver", explicó Lauri. "Y si regresan personas que han obtenido la ciudadanía [estonia] por naturalización, se les puede privar de su ciudadanía".
Añadió que todo aquel que haya ido a luchar y haya cometido crímenes de guerra también se enfrentará a un castigo.
Según la ministra, está previsto que este asunto se trate también en la reunión del Gobierno de esta semana.
El 30 de agosto, el presidente Zelenski concedió a Germán Barinov la Orden del Coraje de 3.ª clase. El 7 de marzo de 2023, Ivo Jurak fue el primer combatiente voluntario estonio conocido que murió durante la Batalla de Bakhmut.

### Finlandia
El Ministerio de Asuntos Exteriores de Finlandia ha declarado que no dispone de información sobre el número de finlandeses que han partido para unirse a la lucha en Ucrania. "El boletín de viajes del Ministerio de Asuntos Exteriores recomienda abandonar Ucrania inmediatamente. El ministerio tiene una capacidad muy limitada para ayudar a los finlandeses en la zona de guerra", dijeron representantes del ministerio a Yle en un correo electrónico.
Yleisradio|
Según un informe de Helsingin Sanomat, las Fuerzas de Defensa de Finlandia no recomiendan ni aconsejan a los finlandeses que soliciten luchar por una causa extranjera.

### Francia
Hervé Grandjean, portavoz del Ministerio de las Fuerzas Armadas de Francia, dijo que los voluntarios individuales podrían "integrarse en un cuerpo de voluntarios ucranianos" y "no podemos impedirles que se vayan, (pero) tampoco podemos sancionar ese tipo de proyecto". Sin embargo, según la legislación francesa, Francia puede ordenar una pena de cinco años de cárcel para los "mercenarios" que sean "específicamente reclutados para luchar en un conflicto armado", que no sean "de un estado involucrado en el conflicto armado" ni "miembros del ejército de dicho estado", y que sean pagados para "participar o intentar participar en las hostilidades".
Se ha informado de una respuesta significativa en Francia al llamado de Zelenskyy para combatientes extranjeros, y se estima que el interés en línea es de 100,000 personas. Miles de personas, algunas de las cuales ya se habían trasladado a Ucrania el 3 de marzo. La Legión Extranjera Francesa impide a los legionarios en servicio en Ucrania.
A fecha del 9 de julio de 2022, dos voluntarios franceses murieron en combate.

### Georgia
El 28 de febrero, 50 voluntarios georgianos arribaron a Ucrania. "Un grupo de voluntarios georgianos llegó a Ucrania para ayudar a los heridos en Ucrania y, en caso necesario, participar en las hostilidades. Unas 50 personas lograron entrar en Ucrania cruzando el puesto de aduanas de Sarpi. Partieron hacia Ucrania el 28 de febrero". - informó Radio Libre de Georgia.
Debido a que Georgia ya había tenido conflictos militares con Rusia en la Guerra de Abjasia de 1992 y la Guerra de 2008, muchos georgianos simpatizaron con los ucranianos y, por lo tanto, fueron a ayudar. Los georgianos y los ucranianos tienen un historial de enviar voluntarios a los países del otro durante tiempos de conflicto o de ayudarse mutuamente en asuntos políticos y humanitarios durante las guerras mencionadas anteriormente. Los georgianos han apoyado a Ucrania desde el comienzo de los conflictos ruso-ucranianos.
Ucrania ya ha creado un batallón de combatientes georgianos llamado Legión Georgiana desde la Guerra en el Donbás, pero se destinarán nuevos voluntarios a la recién formada Legión Internacional de Defensa Territorial de Ucrania.
El 1 de marzo, un nuevo grupo de voluntarios debía viajar a Ucrania, pero el gobierno georgiano canceló el vuelo. En respuesta, el presidente ucraniano, Volodímir Zelenski, denunció la "posición inmoral" del gobierno georgiano y llamó a consultas al embajador de Ucrania en Georgia.
El exministro de Defensa de Georgia, Irakli Okruashvili, también viajó a Ucrania con algunos voluntarios y se unió al llamado a las armas para defender a Ucrania contra Rusia. Su escuadrón se unió luego a la Legión Internacional.

### Grecia
La embajada de Ucrania en Atenas recibió a principios de marzo de 2022 decenas de solicitudes de ciudadanos griegos y de la diáspora ucraniana pidiendo información sobre cómo podían unirse a la Legión Internacional.

### Hong Kong
La participación de cualquier ciudadanos hongkoneses en la legión internacional quedó documentada oficialmente por primera vez en un vídeo de agradecimiento publicado en Twitter el 18 de diciembre de 2022 por el Ministerio de Defensa de Ucrania. En ese video, el ejército ucraniano agradeció a los 20,000 voluntarios de más de 50 países. Antes de ser eliminado, el video mostraba las banderas nacionales de los países de origen de los voluntarios, incluida la bandera Bauhinia negra de Hong Kong. La bandera negra en realidad no es la bandera oficial de Hong Kong, sino una versión modificada que fue ampliamente utilizada por los manifestantes pro democracia durante las protestas de Hong Kong de 2019-2020. El video de agradecimiento provocó fuertes críticas de los gobiernos de China y Hong Kong.

### Hungría
Sky News informó que al menos un húngaro, Akos Horvath, viajó a Ucrania para unirse a la Legión Internacional en marzo de 2022.

### India
La Embajada de Ucrania en la India tuiteó pidiendo a los indios que se ofrecieran como voluntarios para luchar por Ucrania a principios de marzo de 2022, pero luego fue eliminada después de que el Ministerio de Asuntos Exteriores de la India se opusiera. La legislación interna india prohíbe claramente a los combatientes extranjeros en virtud del Capítulo VI, Sección 121-130 del Código Penal de la India. Los combatientes extranjeros pueden ser condenados a hasta siete años de prisión al regresar a la India.
Más de 500 indios de todo el país, incluidos algunos veteranos, han presentado solicitudes como voluntarios para unirse a la Legión Internacional creada para luchar contra las fuerzas rusas en Ucrania.
Sin embargo, solo se sabe que un estudiante indio de 21 años en Járkov se unió a la Legión Nacional de Georgia en 2022. 
Más tarde, la familia del estudiante dijo que el estudiante estaba dispuesto a abandonar la Legión Nacional de Georgia y regresar a su hogar en la India.
La primera foto de la Legión Internacional distribuida por Ucrania mostraba a un voluntario indio. Se cree que el voluntario indio que aparece en la foto es el estudiante de 21 años que se había unido a la Legión Nacional de Georgia anteriormente.

### Irak
Oz Katerji, un corresponsal de guerra independiente con base en Kiev, tuiteó el 1 de marzo que "un grupo de kurdos se han unido a la legión extranjera ucraniana" para luchar contra Rusia.

### Irán
Sky News informó a principios de marzo de 2022 que al menos un iraní había viajado a Ucrania para unirse a la Legión Internacional.

### Irlanda
Brendan Murphy, un empresario irlandés que huyó de Ucrania, declaró en una entrevista publicada el 2 de marzo de 2022 que los irlandeses ya habían llegado al país para luchar con la Legión Internacional. Dijo: "Los primeros veteranos irlandeses, que deben tener experiencia militar, llegaron a Ucrania anoche, lo cual es bueno porque llevan la bandera tricolor irlandesa en el brazo". Rory Mason fue el primer voluntario irlandés asesinado en la región de Járkov a finales de septiembre o principios de octubre de 2022.
A finales de abril de 2023, Finbar Cafferkey murió mientras luchaba en la Batalla de Bajmut.

### Israel
Las iniciativas ucranianas para reclutar israelíes comenzaron el 26 de febrero junto con miles de israelíes protestando contra la invasión rusa de Ucrania en 2022.
Muchos manifestantes tenían vínculos con Ucrania u otros países postsoviéticos, pero también asistió un contingente significativo de israelíes que no tenían ningún vínculo con la ex URSS.
La embajada de Ucrania se centró en reclutar israelíes a través de su página de Facebook.
A principios de marzo, se informó de que se habían reclutado israelíes que se dirigían a Ucrania. La mayoría eran veteranos de las Fuerzas de Defensa de Israel (FDI) y eran principalmente de origen ucraniano, ruso o de otras ex URSS, pero no exclusivamente, ya que también se observaron reclutas de origen israelí druso y estadounidense-israelí.
El 25 de marzo, el periódico nacional israelí Yedioth Ahronoth informó que un grupo de ex soldados de las Fuerzas de Defensa de Israel estaban entrenando a civiles ucranianos; el excomando a cargo declaró a los periodistas que el programa se originó como una misión de rescate para la población judía de Ucrania, pero cambió porque los judíos ucranianos necesitaron escoltas armadas y luego entrenamiento militar. El diario Yedioth Ahronoth informó que un funcionario israelí no identificado declaró que el estamento militar israelí estaba "mirando para otro lado", en parte debido a los sentimientos cada vez más proucranianos y la creciente sospecha hacia Rusia, y el propio funcionario señaló su propia solidaridad con Ucrania frente al "peor tipo de agresión rusa".
El 1 de septiembre de 2022, el ciudadano israelí Dmitry Fialka murió combatiendo en el este de Ucrania.

### Italia
Antes de la formación de la Legión Internacional, entre 50 y 60 ciudadanos italianos viajaron a Ucrania como combatientes extranjeros antes de la invasión rusa de Ucrania en 2022. Entre 25-30 apoyaron a Ucrania y entre 25 a 30 apoyaron a los separatistas del Dombás.
El 2 de marzo de 2022, el Consulado de Ucrania en Milán publicó en Facebook una invitación a los italianos a unirse a la Legión Internacional, pero la publicación fue posteriormente eliminada. La ley italiana no prohíbe el alistamiento en un ejército extranjero, aunque existen disposiciones que prohíben la organización de dicho alistamiento, así como el de mercenarios.
Giulia Schiff, ex piloto de la Fuerza Aérea italiana, se encontraba en Kiev después de alistarse en la unidad de fuerzas especiales de la legión. 
El 20 de septiembre de 2022, Benjamin Giorgio Galli, un voluntario italiano, murió en combate contra las tropas rusas.

### Japón
El 1 de marzo, el ministro de exterior Yoshimasa Hayashi dijo, "Estoy al tanto de que la Embajada de Ucrania en Japón está llamando a esos [soldados voluntarios], pero me gustaría que se abstuvieran de viajar a Ucrania, independientemente de su propósito".

Hasta el 2 de marzo de 2022, 70 hombres japoneses se han postulado para ser voluntarios de la legión extranjera voluntaria. De ellos, 50 eran exmiembros de las Fuerzas de Autodefensa de Japón y dos son exmiembros de la Legión Extranjera Francesa. Se reportó que una compañía anónima en Tokio asistía al reclutamiento de potenciales candidatos.

Según los abogados entrevistados, un japonés que trabaja para un ejército extranjero en una guerra contra otro país podría ser acusado en virtud del artículo 93 del Código Penal. Sin embargo, la ley sólo se ha utilizado contra ciudadanos japoneses detenidos por tener planes de trabajar para el Estado Islámico.
El 16 de marzo, CNN Turquía informó que a tres ciudadanos japoneses con experiencia militar se les permitió ingresar a Ucrania. El 7 de noviembre, Asahi Shimbun entrevistó a un voluntario japonés anónimo que se unió a la legión con una experiencia militar mínima
El 11 de agosto, los informes del Ministerio de Defensa ruso afirman que nueve ciudadanos japoneses están en la legión, mientras que uno abandonó Ucrania. El 11 de noviembre, autoridades de Tokio confirmaron la muerte de un voluntario japonés, días después de la muerte de su camarada taiwanés en el frente de Lugansk.
El miércoles 12 de julio, el Departamento de Policía Regional de Kyiv recibió y presentó al público 5 nuevos barcos de patrullaje, de los cuales uno de ellos fue nombrado como un legionario japonés, Shuto Fukuyama 
Según se informa, varios miembros de la diáspora kosovar en Suiza se pusieron en contacto con la embajada en Berna a principios de marzo de 2022 para unirse a la Legión Internacional.

### Letonia
La Saeima de Letonia aprobó por unanimidad la inmunidad procesal para los voluntarios letones que deseen unirse al combate del lado del ejército ucraniano. 
El 8 de marzo de 2022, un miembro de la Saeima Juris Jurašs del Nuevo Partido Conservador se ofreció como voluntario para luchar con sus compatriotas letones en Ucrania.

### Lituania
El 7 de marzo de 2022, la revista Time informó que aproximadamente 200 lituanos se han registrado para luchar en la embajada de Ucrania.
Según se informa, la primera foto de la Legión Internacional distribuida por Ucrania mostraba voluntarios lituanos.

### Macedonia del Norte
El 8 de marzo de 2022, la embajada de Ucrania publicó un llamamiento en las redes sociales para que los voluntarios se unan a la Legión Internacional. Sin embargo, la ley macedonia prohíbe unirse a ejércitos extranjeros. No se han registrado casos de ciudadanos macedonios que hayan viajado a Ucrania para unirse a la Legión Internacional.

### Malasia
A fines de febrero de 2022, el periódico The Star informó que al menos dos malasios se quedaron en Ucrania y se unieron a la Fuerza de Defensa Territorial en Kiev.

### México
A principios de marzo de 2022, el Servicio Estatal de Comunicaciones Especiales y Protección de la Información de Ucrania informó que voluntarios mexicanos se habían unido a la Legión Internacional en defensa de Kiev. La primera foto distribuida por Ucrania de la Legión Internacional mostraba, según se informa, a voluntarios mexicanos.
En marzo de 2024, la embajada rusa en México confirmó en un comunicado la presencia de ocho combatientes mexicanos en Ucrania, de los cuales tres han muerto en combate. A pesar del comunicado, la Secretaría de la Defensa Nacional no tiene información sobre exmiembros del ejército que hayan viajado a Ucrania para unirse a la Legión.

### Moldavia
A la primera ministra de Moldavia, Natalia Gavrilița, se le preguntó durante una conferencia de prensa el 28 de febrero de 2022 si los ciudadanos de Moldavia pueden unirse a la Legión Internacional, a lo cual respondió: "somos un país neutral y actuaremos a la luz de la neutralidad. El Gobierno de la República de Moldavia no participa en tales acciones".
En abril de 2022, decenas de ciudadanos moldavos luchaban en Ucrania contra los ocupantes rusos, la mayoría de ellos alistados en el ejército ucraniano en los primeros días de la guerra.
 En una declaración hecha por un grupo de moldavos que luchaban en el frente de Ucrania, en noviembre de 2022, el número es más de 300 ciudadanos moldavos en la Legión Internacional.

### Montenegro
En marzo de 2022, el Frente Democrático instó a las autoridades montenegrinas a tomar medidas para detener el reclutamiento de combatientes voluntarios para la guerra en Ucrania, después de que la Embajada de Ucrania en Podgorica publicara en Facebook un llamamiento a voluntarios extranjeros para la Legión Internacional. La legislación montenegrina penaliza la participación en conflictos extranjeros y los condenados se enfrentan a penas de prisión de hasta diez años.

### Nigeria
El 7 de marzo de 2022, el Ministerio de Asuntos Exteriores de Nigeria declaró que a los ciudadanos nigerianos no se les permite servir como mercenarios o voluntarios extranjeros para Ucrania. Se ha informado de que un número desconocido de nigerianos desean unirse a la legión en Ucrania.
En un programa de BBC Focus Africa, funcionarios del Ministerio de Defensa ruso afirmaron que 38 nigerianos murieron mientras estaban bajo el mando ucraniano.

### Noruega
El 7 de marzo del 2022, Time informó que la embajada de Ucrania en Noruega estimó que 300 ciudadanos noruegos se habían inscrito como voluntarios en su embajada.
El 13 de diciembre de 2023, se informó que un voluntario noruego murió en acción.

### Nueva Zelanda
Nueva Zelanda ha emitido oficialmente una advertencia de "no viajar" a Ucrania y el cónsul ucraniano en Auckland, Oleksandr Kirichuk, dice que no puede ayudar a los neozelandeses a viajar a Ucrania. A pesar de esto, dice que más de 500 neozelandeses han intentado ofrecerse como voluntarios para luchar en Ucrania contra Rusia.
The New Zealand Herald informó sobre un ex veterano del ejército británico y del ejército de Nueva Zelanda (y ciudadano de Puerto Rico) reclutado para la legión, aunque el veterano anónimo dijo que usará su pasaporte británico para viajar.
El 25 de agosto de 2022, se informó que Dominic Abelen fue el primer voluntario neozelandés que murió en acción en la legión, ya que se unió mientras estaba de licencia del ejército de Nueva Zelanda. Se informó además que Abelen fue reclutado para la legión.  El 4 de febrero de 2023, se informó que Abelen pudo haber sido baleado y asesinado en un incidente de fuego amigo.

### Países Bajos
La ministra de Defensa Kajsa Ollongren aconsejó a los ciudadanos holandeses que no viajaran a Ucrania diciendo que "la recomendación de viaje del país es roja. Es extremadamente peligroso". Además, el código militar holandés prohíbe a los soldados holandeses en activo unirse a un ejército extranjero y la ley holandesa prohíbe a los civiles alistarse en un ejército enemigo en una guerra en la que participen los Países Bajos. Sin embargo, puede ser legal que los civiles holandeses se unan a la Legión Internacional.
El 4 de marzo de 2022, la embajada de Ucrania en La Haya se negó a hacer comentarios sobre el número de voluntarios holandeses. Hasta el 7 de marzo de 2022, se estima que alrededor de 200 holandeses han intentado unirse a la legión en la embajada de Ucrania en La Haya. Según el coordinador nacional de la embajada de Ucrania para la Legión Internacional, Gert Snitselaar, 40 voluntarios han partido de los Países Bajos hacia Ucrania. Ya ha habido informes de algunas bajas holandesas en los combates en torno a Lviv y Kiev. Gert Snitselaar afirma: "Estaba en contacto con algunos (voluntarios) esta mañana, pero desde entonces no ha habido comunicación".
En respuesta al bombardeo de Lviv. Está seguro de que ciudadanos holandeses han muerto durante los combates. Sin embargo, no se ha dado ninguna indicación del número de víctimas.
El gobierno holandés declaró en 2024 que no tiene información sobre cuántos voluntarios están luchando actualmente en Ucrania o cuántos han muerto. El 20 de septiembre de 2022, se informó de que otro voluntario holandés había muerto en Járkov.  La tercera víctima holandesa murió el 20 de mayo de 2024 en Chásiv Yar.

### Perú
Se informa que un ex soldado peruano dado de baja del ejército peruano, César Eduardo Pérez Farfán, viajó a Ucrania para unirse a la legión internacional con otros 13 peruanos. En junio de 2024 el diario peruano El Comercio entrevistó a Juan Olivas, Agregado Económico y Comercial del Perú en Ucrania, confirmó la muerte de cinco voluntarios peruanos y la desaparición de uno más. El Agregado peruano dijo que solo pudo lograr repatriar el cuerpo de un voluntario.

### Polonia
Los ciudadanos polacos pueden unirse al ejército de países extranjeros solo después de la aprobación de una solicitud por escrito por parte del Ministerio de Defensa Nacional de Polonia. Hay varias condiciones formales que deben cumplirse para emitir un permiso. Entre otras, uno no puede estar actualmente en servicio militar activo y unirse al ejército de un país extranjero no puede violar los intereses de la República de Polonia.
 Según se informa, un grupo de al menos 30 personas en Polonia que estaban dispuestas a unirse a la Legión Internacional se han organizado para comenzar el entrenamiento.

### Portugal
El Gobierno de Ucrania declaró el 4 de marzo de 2022 que "algunos portugueses" ya estaban combatiendo en la Legión Internacional de Defensa Territorial, unidad de francotiradores antigua fuerza Ranger COE. Vitaliy Mukhin, portavoz del Gobierno, no precisó el número concreto de portugueses que ya se encuentran en territorio ucraniano.

### Reino Unido
En febrero de 2022, Liz Truss, entonces Ministra de Asuntos Exteriores del Reino Unido, dijo: "El pueblo de Ucrania está luchando por la libertad y la democracia, no solo por Ucrania, sino también por toda Europa, porque eso es lo que el presidente Vladimir Putin está desafiando. Y, sin duda, si la gente quiere apoyar esa lucha, yo la apoyaría en ello". Sin embargo, la oficina del entonces primer ministro Boris Johnson no respaldó la declaración de Truss. La declaración también fue criticada por varios políticos que dijeron que los voluntarios podrían estar violando la Ley de Alistamiento Extranjero de 1870. Se ha informado de que quienes viajan a Ucrania pueden estar actuando en contravención de las Leyes antiterroristas del Reino Unido, aunque los expertos legales dijeron que sería poco probable que se enjuiciara a alguien debido al apoyo del gobierno del Reino Unido a la resistencia armada de Ucrania.
Según fuentes ucranianas, 6.000 británicos habían manifestado su interés en unirse. The Times informó que más de 150 ex paracaidistas del Regimiento de Paracaidistas que sirvieron en la Guerra en Afganistán se habían unido y viajaban al frente. Los oficiales militares del Reino Unido ordenaron al personal regular y de reserva que no viajara a Ucrania.
El 9 de marzo, un soldado de la Guardia de Coldstream de 19 años abandonó su cuartel en Windsor y viajó a Polonia para alistarse en la legión. Fue detenido a su regreso al Reino Unido el 21 de marzo.
La primera foto difundida por Ucrania de la Legión Internacional mostraba, según se informa, voluntarios del Reino Unido. El 15 de agosto de 2022, tres ciudadanos británicos capturados, dos voluntarios de la Legión Internacional y un trabajador humanitario, se declararon inocentes de los cargos de luchar como mercenarios en un tribunal de la República Popular de Donetsk. El mismo tribunal había dictado anteriormente sentencias de muerte contra dos miembros británicos de unidades regulares ucranianas, por los mismos cargos.
En septiembre de 2022, cinco ciudadanos británicos, incluidos dos que fueron condenados a muerte, fueron liberados del cautiverio ruso en un intercambio de prisioneros con las fuerzas ucranianas. Aiden Aslin, John Harding, Dylan Healy, Andrew Hill y Shaun Pinner regresaron a casa en el Reino Unido.
A partir de enero de 2023, se sabía que ocho combatientes voluntarios y trabajadores humanitarios británicos habían muerto en Ucrania. Scott Sibley murió el 22 de abril de 2022, durante los combates en Nicolaiev por una explosión de mortero,mientras que Jordan Gatley, de 19 años, murió en un combate contra las tropas rusas en la Severodonetsk junto a las tropas ucranianas. Craig Mackintosh fue asesinado el 24 de agosto de 2022, mientras trabajaba como médico voluntario. El ex reservista del ejército y ciudadano ucraniano-británico Viktor Yatsunyk fue asesinado por una mina terrestre en Izium. Simon Lingard murió por heridas de metralla después de que su unidad fuera atacada por las fuerzas rusas. Chris Parry y Andrew Bagshaw murieron mientras intentaban una evacuación humanitaria de civiles en el este de Ucrania.
Jonathan Shenkin murió "en un acto de valentía" mientras trabajaba como paramédico. Otro cooperante británico, Paul Urey, murió detenido con signos de "posible tortura indescriptible" tras ser capturado por fuerzas separatistas prorrusas.

### República Checa
Los ciudadanos de la República Checa pueden unirse a las fuerzas armadas de otros países como voluntarios extranjeros si obtienen la aprobación del Presidente de la República Checa. El 28 de febrero, el presidente Miloš Zeman declaró que estaría a favor de permitir que potenciales voluntarios se unieran a la recién formada legión ucraniana. Ministerio de Defensa ya ha informado sobre sus primeros solicitantes.
Se informa que 600 checos se han unido a la legión como voluntarios.

### Rumania
Docenas de rumanos enviaron mensajes a la embajada de Ucrania en Bucarest para ser aceptados en la Legión Internacional. Fuentes rusas consideradas suficientemente creíbles por la prensa militar rumana han afirmado que más de 700 rumanos están luchando en Ucrania (a julio de 2023). Se sabe que al menos un francotirador muy hábil estuvo combatiendo y fue perfilado por la filial local de CNN.

### Rusia
Ucrania ha dicho que algunos ex soldados rusos han cambiado de bando y ahora se han unido a las fuerzas de Kiev. El Ministerio de Defensa de Ucrania dijo en su canal de Telegram el 30 de marzo que los comandantes de la Legión de la Libertad de Rusia estaban visitando a exmilitares rusos detenidos "para seleccionar a aquellos que desean servir". El 3 de marzo de 2022, el portavoz del Ministerio de Defensa ruso, Ígor Konashénkov, advirtió que los combatientes extranjeros serían tratados como combatientes ilegales que no tienen derecho a protección en virtud de las Convenciones de Ginebra, lo que significa que los combatientes extranjeros capturados no recibirán el estatus de prisioneros de guerra y serán procesados como mercenarios.

### Senegal
El 3 de marzo, el Ministerio de Asuntos Exteriores de Senegal condenó una publicación en las redes sociales de la embajada ucraniana del país en la que se pedía voluntarios por considerarla ilegal según la legislación senegalesa. Se citó al embajador ucraniano en Senegal y se le pidió que retirara la publicación.
Se informó que 36 ciudadanos senegaleses intentaron ofrecerse como voluntarios en la embajada de Ucrania en Dakar. En un programa de BBC Focus Africa del 23 de junio de 2022, funcionarios del Ministerio de Defensa ruso afirmaron que cuatro voluntarios senegaleses murieron mientras estaban bajo el mando de Ucrania.

### Serbia
La ley serbia prohíbe a sus nacionales participar en conflictos extranjeros. En marzo de 2022, el presidente serbio Aleksandar Vučić dijo: "En cuanto a los voluntarios, dado que ambas partes han pedido voluntarios, el código penal serbio (y lo modificaremos para que sea más estricto) prohíbe la participación en cualquier conflicto que no defienda los intereses de Serbia. integridad territorial", y "Cualquiera que piense que debe tomar parte en alguna guerra, lo castigaremos severamente de acuerdo con nuestra constitución y nuestras leyes".
Sin embargo, un portavoz de la Legión Internacional confirmó que efectivamente hay varios voluntarios serbios en la legión y que están luchando junto a otros voluntarios.

### Singapur
Vivian Balakrishnan, Ministra de Asuntos Exteriores de Singapur, dijo durante una sesión del Parlamento el 22 de febrero que los singapurenses solo deben luchar por los intereses de seguridad nacional de Singapur y no luchar en otros lugares ni siquiera por razones nobles.
El Ministerio del Interior de Singapur ha declarado que los singapurenses que se encuentran en Ucrania son potencialmente responsables de cualquier delito cometido fuera de Singapur, especialmente cuando luchan contra las fuerzas respaldadas por Rusia, y los infractores pueden ser condenados a penas de prisión de entre 15 años y cadena perpetua con multas incluidas.

### Siria
Algunos miembros de grupos que se oponen a Bashar al-Ásad en la Guerra Civil Siria han intentado viajar a Ucrania, motivados por el apoyo de Rusia al régimen de Assad.

### Sudáfrica
No está claro si el voluntariado para el servicio militar en el extranjero es ilegal según la legislación sudafricana. La Ley de Regulación de la Asistencia Militar Extranjera de 1998]] se aprobó para "regular la prestación de asistencia militar extranjera" por parte de los sudafricanos, pero en general se la describió como un "proyecto de ley sobre mercenarios" dirigido contra los ex soldados del apartheid que trabajaban como mercenarios. La Ley de Prohibición de Actividades Mercenarias y Regulación de Ciertas Actividades en Países de Conflicto Armado de 2006 modificó el proyecto de ley, pero parece que nunca se ha aplicado.
El 11 de marzo de 2022, la embajadora de Ucrania en Sudáfrica, Liubov Abravitova, anunció que está esperando una decisión judicial del Departamento de Relaciones Internacionales y Cooperación sobre si Ucrania puede o no reclutar activamente a sudafricanos para unirse a la Legión Internacional. Abravitova dijo al Club de Prensa de Ciudad del Cabo, el 11 de marzo, que cualquiera que quisiera unirse a la lucha de Ucrania contra Rusia era bienvenido. Añadió que la idea del presidente ucraniano Volodymyr Zelensky no era nueva, ya que Francia ya tenía una legión extranjera francesa.
También dijo que la embajada en Pretoria había recibido cientos de solicitudes de voluntariado de personas de toda la región, incluidos Madagascar, Mauricio, Zimbabue, Namibia, Zambia y Botsuana.
El periódico "National Post" informó que al menos un ciudadano sudafricano fue reclutado en la Brigada Normanda.

### Sri Lanka
En julio de 2022, el excomando del comando de Sri Lanka Sylvester Andrew Ranish Hewage, conocido como "Dentista", fue enviado al campo en Járkov.

En diciembre de 2023, la Embajada de Sri Lanka en Turquía confirmó que Hewage fue asesinado junto con otros dos voluntarios de Sri Lanka. Según el ministro de Asuntos Exteriores de Sri Lanka, Ali Sabry, dijo que la persona que los ayudó a llegar a Kiev estaba "tratando con eso".

### Suecia
Muy poco después del llamamiento a los voluntarios, varios cientos de voluntarios militares suecos se alistaron en la Legión Internacional para Ucrania, según el periódico sueco Svenska Dagbladet. El 25 de marzo de 2022, la TT News Agency informó que 678 suecos ya estaban sobre el terreno combatiendo a las fuerzas rusas en Ucrania.
Según se informa, la primera foto distribuida por Ucrania de la Legión Internacional mostraba voluntarios suecos.
En abril de 2023, la expolítica sueca Caroline Nordengrip se alistó en la legión.

### Suiza
A principios de marzo, 35 personas se pusieron en contacto con la embajada de Ucrania en Berna para unirse a la legión internacional, según la Radio Télévision Suisse. Entre estos voluntarios, tres personas son de nacionalidad suiza..
Según el Artículo 94 del código penal militar suizo, dicho servicio está prohibido para los suizos sin permiso del Consejo Federal, bajo pena de multa o prisión de un máximo de tres años.
El 5 de mayo de 2022, se informó de que un ciudadano suizo y dos ciudadanos franceses viajaban a Ucrania para unirse a la legión.

### Tailandia
El gobierno tailandés declaró que no existe ninguna ley que prohíba a los ciudadanos tailandeses presentarse como voluntarios para luchar en legiones extranjeras, pero que deberían "considerar el grave peligro potencial que supone que las fuerzas rusas ataquen las ciudades ucranianas con armas pesadas".
Más de 2,000 activistas prodemocráticos en Tailandia han intentado inscribirse para unirse a la Legión Internacional. Sin embargo, la embajada de Ucrania en Bangkok no confirmó cuántos se habían presentado voluntarios con éxito para la Legión Internacional.
El 18 de marzo de 2022, el encargado de negocios ucraniano Oleksandr Lysak habló con periodistas tailandeses en Bangkok y les dijo que el ejército ucraniano no ha reclutado a ningún tailandés para trabajar en la legión.

### Taiwán
El Ministerio de Asuntos Exteriores de Taiwán respondió a una pregunta en una conferencia de prensa sobre la postura oficial hacia cualquier ciudadano taiwanés que quiera unirse a la Legión Internacional en la guerra de Ucrania y afirmó que "la posición constante del gobierno es pedir a todos los ciudadanos taiwaneses que eviten viajar a Ucrania, debido al deterioro de la situación allí".
"El gobierno entiende completamente el sentimiento de sus ciudadanos que quieren defender la rectitud y dar su apoyo a Ucrania. Sin embargo, desde el punto de vista de la protección de la seguridad de su pueblo y el riesgo de guerra, el gobierno aconseja a sus ciudadanos que eviten ir allí". y reiteró "para instar a Rusia a detener su agresión militar contra Ucrania, Taiwán participará en las sanciones económicas impuestas a Rusia junto con la comunidad internacional". Debido a la falta de relaciones diplomáticas formales entre Ucrania y Taiwán, no se establecieron misiones diplomáticas en ninguno de los dos lados. La Oficina de Representación de Polonia en Taipéi sugirió que los voluntarios taiwaneses primero debían viajar a Polonia y alistarse en la Embajada de Ucrania en Varsovia, pero la Oficina de Polonia en Taipéi se negó a hacer comentarios cuando la prensa intentó verificar, ni confirmar ni negar que se tenía dicha información.
El 22 de marzo, un voluntario taiwanés Amis llamado Wang Jui-ti viajó a Helsinki para entregar su solicitud para unirse a la Legión. El 29 de marzo, dijo que la solicitud no tuvo éxito porque la legión cambió sus requisitos para que los voluntarios tuvieran experiencia militar con exposición al combate.  Sin embargo, el personal de la embajada de Ucrania en Vilna, Lituania, le aconsejó que en su lugar ayudara a los refugiados en Polonia.
El 10 de abril, se informó que un hombre taiwanés llamado Wang Nan-ying (conocido como Naive Wang), que vivió en Járkov durante ocho años, se alistó en la legión después de que comenzara la guerra mientras ayudaba a los refugiados en Polonia. Habla con fluidez ucraniano y ruso además de inglés, japonés y mandarín.
El 13 de mayo, se informa que un ex marine taiwanés fue reclutado en la legión y está desplegado en el este de Ucrania. El 13 de mayo, 
El 3 de julio, alrededor de 10 ciudadanos taiwaneses fueron reclutados en la legión.
El 2 de noviembre, un veterano indígena taiwanés de 25 años, Tseng Sheng-guang (en chino tradicional, 曾聖光), que servía en el Batallón Sich de los Cárpatos, fue reportado como el primer soldado de Asia Oriental muerto en combate en la guerra,después de cubrir a 3 colegas para que se retiraran bajo un asedio de tanques durante la campaña del este de Ucrania en el Óblast de Lugansk.

### Turquía
Turquía no tiene una ley que prohíba a los combatientes extranjeros, pero con frecuencia los procesa a su regreso a Turquía por violar leyes penales o antiterroristas. Las autoridades turcas no han hecho comentarios sobre la incorporación de ciudadanos turcos a la guerra en Ucrania.
Los informes de noticias turcos han confirmado que algunos ciudadanos turcos y miembros de la diáspora turca han intentado unirse a la Legión Internacional. Algunos ciudadanos turcos en Ucrania han sido rechazados por la Legión Internacional.
Un ciudadano turco que ha estado viviendo en Ucrania dijo que se había alistado en la legión extranjera junto con otros 6 ciudadanos turcos, pero más tarde fueron rechazado. Afirmó que las autoridades turcas habían pedido a Ucrania que no aceptara a ningún ciudadano turco en su Legión Extranjera.

### Uruguay
El 1 de febrero de 2023, se informó que un Oficial perteneciente al Arma de Infantería del Ejército Nacional de Uruguay, era voluntario en la Legión Internacional desde el 24 de febrero de 2022, bajo el nombre en código "Teddy". El mismo contaba con varios cursos de especialización (entre ellas paracaidista y comando) y experiencia en Misión Operativa de Paz en la República Democrática del Congo y se encontraba en proceso de baja al momento de su ingreso a la Legión. Esto produjo que se tomaran ciertas medidas internas dentro del Ejército para aquellos Oficiales que decidieran solicitar la baja.
No obstante, este no fue el único caso dentro del Ejército uruguayo, ya que también está el de un Suboficial, quien recientemente retirado decidió enlistarse en la Legión para combatir.
Por otro lado, esta el caso del antiguo conductor de taxi, conocido por su nombre en código "Pasha" quien daría una entrevista para el medio UA en español.

### Venezuela
José David Chaparro, un venezolano de San Cristóbal que se instaló en Kiev a principios de los años 90 y sirvió como encargado de negocios de Venezuela en Moscú entre 2001 y 2005, se alistó en las Fuerzas de Defensa Territorial en el segundo día de la invasión junto con su esposa y se convirtió en el comandante de una división de voluntarios ucranianos. La unidad de Chaparro ha ayudado a donar alimentos, agua, productos básicos y combustible a los civiles afectados por los bombardeos rusos.

### Vietnam
El artículo 425 del Código Penal vietnamita establece que todo aquel que luche como mercenario para luchar contra otro país será encarcelado entre 5 y 15 años. A pesar de esto, un número desconocido de veteranos militares vietnamitas han expresado su deseo de ayudar a los ucranianos.

## Bajas
En febrero de 2024, los medios de comunicación oficiales ucranianos reconocían el fallecimiento de unos 60 georgianos de la Legión Internacional. Sin embargo, una investigación del periódico El País encontró que el número de colombianos muertos era mucho mayor.